# والتر ولف (سیگار)
والتر ولف (به انگلیسی: Walter_Wolf) یک برند سیگار است که در سال ۱۹۹۰ در کشور کرواسی پایه‌گذاری گردید و در حال حاضر توسط Adris grupa تولید می‌شود. 